# كريستا ليندر
كريستا ليندر (بالألمانية: Christa Linder)‏ (و. 1943  م) هي ممثلة، وممثلة أفلام، وعارضة، وبلاي ميت، ومتسابقة ملكة الجمال ألمانية، ولدت في بيرتشسغادن.

## وصلات خارجية
- كريستا ليندر على موقع IMDb (الإنجليزية)
- كريستا ليندر على موقع ألو سيني (الفرنسية)
- كريستا ليندر على موقع أول موفي (الإنجليزية)
- كريستا ليندر على موقع قاعدة بيانات الأفلام السويدية (السويدية)
- كريستا ليندر على موقع قاعدة بيانات الفيلم (الإنجليزية)
- كريستا ليندر على موقع كينوبويسك (الروسية)